# Vol au-dessus d'un nid de coucou (roman)
Vol au-dessus d'un nid de coucou (titre original : One Flew Over the Cuckoo's Nest), appelé avant la sortie de l’adaptation en film La machine à brouillard  est un roman de Ken Kesey paru en 1962. L'intrigue se déroule dans un hôpital psychiatrique dans l'Oregon, aux États-Unis.

## Résumé
Le narrateur du récit est le « chef » Bromden, un grand métis amérindien, qui passe pour être sourd et muet auprès du personnel et des patients d'un hôpital psychiatrique. Le récit de Bromden se concentre principalement sur le compte rendu des tensions et bagarres provoqués dans la salle des malades par le rebelle Randle Patrick McMurphy, un criminel qui joue la folie pour purger sa peine de prison dans le confort de l'hôpital plutôt que comme travailleur sur une ferme administrée par l'institution carcérale. Il croit ainsi se la couler douce, mais c'est sans compter sur l'infirmière responsable, Ratched, qui administre la salle avec une poigne de fer, assistée en cela par toute une équipe qu'elle domine largement, y compris les médecins.
McMurphy s'oppose constamment à l'infirmière Ratched et perturbe la routine de la salle, suscitant des luttes de pouvoir entre les malades et le personnel infirmier. Ce ne sont d'abord que de petites vexations, des mauvaises blagues et des marques de désobéissance, puis les affrontements deviennent plus nets et plus durs. Ni McMurphy ni Ratched n'entend céder à l'autre et l'enjeu devient le moyen de déterminer une fois pour toutes qui détient la réelle autorité sur la salle. Une tentative réussie de permettre à Billy Bibbit, un jeune malade écrasé psychologiquement par sa mère et par l'infirmière Ratched, de passer toute une nuit avec une prostituée précipite la tragédie qui culmine par une agression physique d'une rare violence.

## Adaptations

### Au théâtre
- 1963 : One Flew Over the Cuckoo's Nest, texte de Dale Wasserman, production du Cort Theatre sur Broadway, avec Kirk Douglas (McMurphy), Joan Tetzel (infirmière Ratched) et Gene Wilder (Billy Bibbit)
- 1973 : de Dale Wasserman, mise en scène de Pierre Mondy avec Michel Créton, théâtre Antoine
- 1978 : texte de Dale Wasserman ; pièce mise en scène et interprétée par Roger Lévy, Maison des Jeunes et de la Culture de Ville d'Avray.
- 1981 : reprise de la pièce, mise en scène et interprétée par Roger Lévy,à la Maison des Jeunes et de la Culture de Ville d'Avray.
- 2001 : One Flew Over the Cuckoo's Nest, texte de Dale Wasserman, production du Royale Theatre (en) sur Broadway, avec Gary Sinise (McMurphy), Amy Morton (infirmière Ratched) et Eric Johner (Billy Bibbit).
- 2017 : Vol au dessus d'un nid de coucou par les Affûtés au Théâtre Dunois à Paris

### Au cinéma
- 1975 : Vol au-dessus d'un nid de coucou (One Flew Over the Cuckoo's Nest), film américain réalisé par Miloš Forman, coproduit par Michael Douglas et scénariste par Bo Goldman, avec Jack Nicholson (McMurphy), Louise Fletcher (infirmière Ratched) et Brad Dourif (Billy Bibbit).

### À la télévision
- 2012 : Once Upon a Time, serie télévisée américaine créée par Adam Horowitz et Edward Kitsis. À partir du 12ème épisode de la saison 1, les personnages de l'infirmière Ratched (Ingrid Torrance) et de Chef (Peter Marcin) apparaissent comme seconds rôles au sein du service psychiatrique de l'hôpital de Storybrooke.
- 2020 : Ratched, série télévisée américaine créée Evan Romansky. Il ne s'agit pas d'une adaptation directe du roman mais d'une préquelle centrée sur les origines de l'infirmière Mildred Ratched, interprétée par Sarah Paulson.